# جاي روبنز
جاي روبنز (بالإنجليزية: J. Robbins)‏ هو منتج أسطوانات أمريكي، ولد في 1967.

## وصلات خارجية
- جاي روبنز على موقع IMDb (الإنجليزية)
- جاي روبنز على موقع ميوزك برينز (الإنجليزية)
- جاي روبنز على موقع أول ميوزيك (الإنجليزية)
- جاي روبنز على موقع ديسكوغز (الإنجليزية)